# САО Босанская Краина
Сербская Автономная Область Босанская Краина (серб. Српска аутономна област Босанска Крајина) или САО Босанская Краина (серб. САО Босанска Крајина) — сербская автономная область в СР Босния и Герцеговина. Область была расположена в Боснийской Краине, а ее столицей был город Баня-Лука. Позже этот район стал частью Республики Сербской.

## История

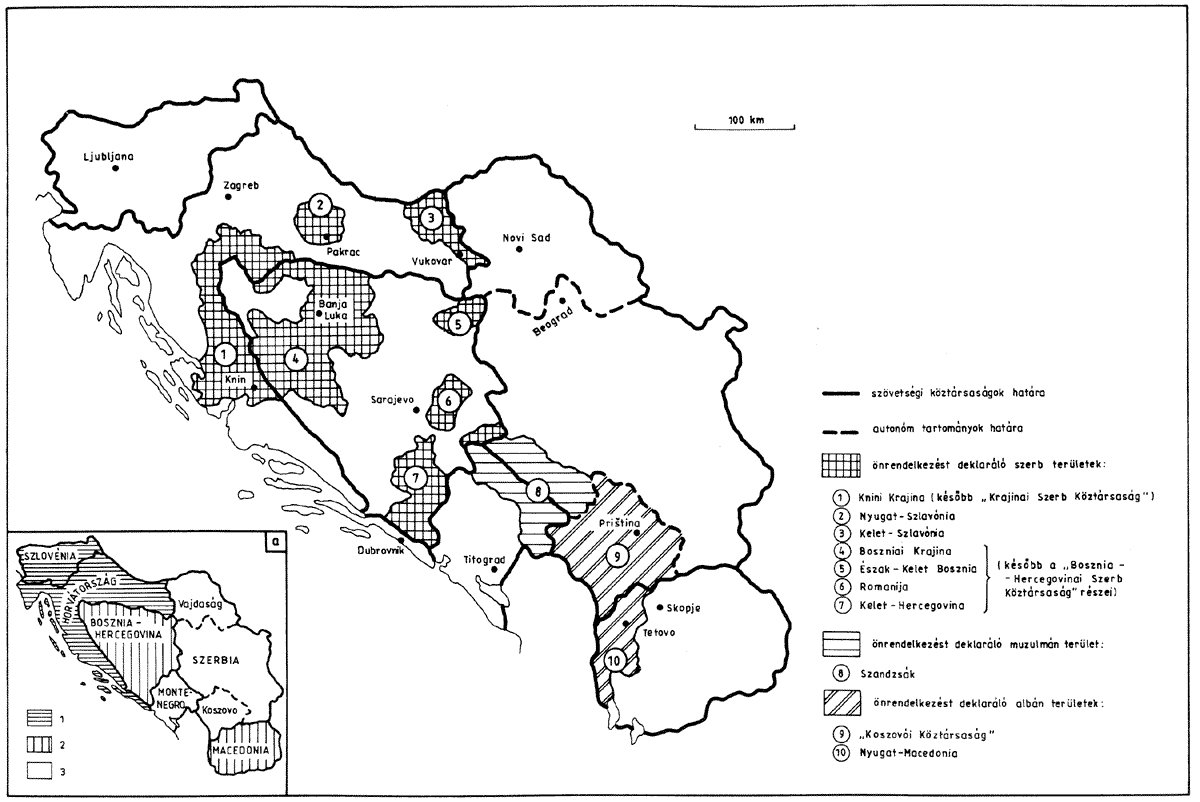
САО Босанская Краина (Цифра 4) на карте Югославии

САО Босанская Краина образовалась летом/осенью 1991 года. Её цель, а также цель других сербских автономных областей в СР Босния и Герцеговина состояла в том, чтобы объединить земли, на которых в большинстве своём живут сербы и таким образом предотвратить возможную независимость Боснии и Герцеговины. 
САО Босанская Краина была создана сообществом муниципалитетов Боснийской Краины в 16 сентября 1991 года, при этом изначально в него не входили Цазинская Краина и община Приедор. 
Около 16 сентября 1991 года сообщество сербских муниципалитетов Боснийской Краины становится Автономной Областью Краина (АРК), состоящим из следующих общин: 
- Баня-Лука
- Бихач
- Рипач
- Козарска-Дубица
- Градишка
- Боснийская Крупа
- Нови-Град
- Босански-Петровац
- Челинац
- Дони-Вакуф
- Ключ
- Кнежево
- Котор-Варош
- Приедор
- Прнявор
- Сански-Мост
- Шипово
- Лакташи
- Теслич

9 января 1992 года приняли декларацию, провозглашающую Республику Сербскую, в результате чего САО Босанская Краина стала частью этой новообразованной республики.

## География
| Община            | Адм. центр        | Население (1991) |
| ----------------- | ----------------- | ---------------- |
| Нови-Град         | Нови-Град         | 41 665           |
| Козарска-Дубица   | Козарска-Дубица   | 31 606           |
| Сански-Мост       | Сански-Мост       | 60 307           |
| Градишка          | Градишка          | 59 974           |
| Баня-Лука         | Баня-Лука         | 195 692          |
| Босански-Петровац | Босански-Петровац | 15 552           |
| Ключ              | Ключ              | 37 391           |